# Republika (výstava)
Výstava Republika se uskutečnila ve dnech 28. října 2008 - 6. července 2009 jedná se o výstavu Národního muzea. Konala se ve spolupráci Národního muzea, Senátu Parlamentu České republiky a Vojenského historického ústavu Praha a byla uspořádána k 90. výročí vzniku Československa. Expozice zachycovala příběh první Československé republiky, období let 1918 - 1938. Snažila se poukázat na atmosféru této doby a znázorňovala vše podstatné, na co dnes navazujeme, ale také jevy a události, které v současné době již příliš připomínány nejsou.

## Členění výstavy
Výstava byla pojata jako model, kdy sbírkové předměty byly umístěny do bílého prostředí a do jednotlivých staveb, prostřednictvím čehož měla být zdůrazněna jejich jedinečnost. Expozice se členila na čtyři základní části, které připomínaly události související s dějinami první Československé republiky.
První část výstavy představovala vznik republiky a vše, co předcházelo jejímu vyhlášení. Tato část expozice měla podobu nádraží s vagony, protože všechny důležité události tohoto úseku výstavy se odehrály ve vlaku. Návštěvník se zde mohl seznámit s působením československých legií a s významnými osobnostmi spjatými se zahraničním odbojem, jako T.G. Masaryk, Edvard Beneš a Milan Rastislav Štefánik. Byla zde zobrazena také domácí politika v rámci habsburské monarchie a každodenní realita válečného života. Vrcholem této části výstavy bylo založení samostatného státu 28. října 1918 a zároveň také pokladnice s předměty, které tvořily základ státní ideologie. Zde se nacházely některé unikátní předměty, jako například text Washingtonské deklarace v podobě telegramů, které Beneš zasílal do Prahy, první československý zákon, Masarykův vycházkový oblek s první prezidentskou standartou, předměty ruských legionářů vystavené úplně poprvé, letecká bunda M.R.Štefánika, kterou měl na sobě v den své smrti, atd. V závěru tohoto úseku výstavy se pojednávalo o zániku Československa v letech 1938 - 1939. Dominovaly zde tři jazykové mutace mnichovské dohody.
Další část výstavy ukazovala rozdílnost života ve městě a na venkově a zároveň návštěvníkovi sdělovala důležitost obou částí tehdejší společnosti pro pochopení významu první Československé republiky. Ve městě návštěvníci mohli spatřit prostředí knihkupectví, kavárny, módního salonu a obytných interiérů různých sociálních vrstev. Zahrnuta byla také oblast továren a hospodářské krize. Na vesnici byl poté ke spatření kostel, škola, statek, hospoda a sokolovna. Součástí expozice byly význačné předměty jako například Kotěrův nábytek z roku 1919, šaty z módního salonu Hany Podolské, gobelín se státním znakem, který se nacházel v Poslanecké sněmovně, jídelní nábytek od architekta Jana Vaňka, automobil Jawa nebo benzinová pumpa z 30. let 20. století.
Poslední část výstavy se nacházela v Hollareu a měla podobu filmového sálu. Tento úsek prezentoval kulturu - film, divadlo, kabaret, šantán, literaturu, vážnou hudbu, výtvarné umění a jejich vliv v našich kulturních dějinách. K významným exponátům vystaveným v této části expozice patřily šaty Adiny Mandlové, původní loutky Spejbla a Hurvínka nebo Fillovo Zátiší se sovou.
Součástí výstavy Republika byl i průvodce v podobě fotoalba. Představovala ho rodina pana Dlabače, která byla v kreslené podobě začleněna do reálných fotografií a provázela návštěvníka obdobím první republiky.

## Doprovodné akce
Výstavu Republika také doprovázela výstava o hračkách z období Československé republiky pod názvem Hračky naší Kačky. Tato výstava byla určena především pro nejmenší diváky a trvala do 17. května 2009.
Doprovodným programem k výstavě Republika byly přednášky, výtvarné dílny pro děti, kuličkiáda nebo pracovní listy k výstavě pro žáky základních škol.

## Organizátoři výstavy
Národní muzeum, Senát Parlamentu České republiky, Vojenský historický ústav Praha
Výstava se konala pod záštitou předsedy Senátu Parlamentu České republiky pana Přemysla Sobotky.

## Autoři výstavy
Michal Burian, Pavel Douša, Marek Junek, Hynek Stříteský, Míra Vandrovcová